# Vers demain
Vers demain est un journal canadien publié par les Pèlerins de Saint-Michel.
Le journal prône le catholicisme et la vision économique du crédit social.
En 2009, différentes versions du journal sont disponibles : anglaise, espagnole, polonaise, italienne et portugaise.

## Leitmotiv
Le journal se définit lui-même comme étant :
Journal de patriotes catholiques ;
Pour la réforme économique du Crédit Social ;
Par l'éducation de la population ;
Et non par les partis politiques.

## Historique
Le journal a été créé en 1939 par Gilberte Côté-Mercier et Louis Even.